# Asclepias variegata
Asclepias variegata är en oleanderväxtart som beskrevs av Carl von Linné. Asclepias variegata ingår i släktet sidenörter, och familjen oleanderväxter. Inga underarter finns listade i Catalogue of Life.